# Judith Kinnear
Pour les articles homonymes, voir Kinnear.
Judith Kinnear (née en 1939) est une universitaire et généticienne australienne, et a été la première femme à diriger une université néo-zélandaise.

## Carrière universitaire
Kinnear a fait ses études au Kilbreda College (en) de Melbourne, en Australie, et elle est titulaire d'un Bachelor of Science, d'un Master of Science et d'un doctorat en génétique de l'université de Melbourne. Sa thèse de doctorat était intitulée « The origin and inter-relationships of larval and imaginal proteins in Calliphora: a contribution to the study of gene action in insect metamorphosis » et portait sur l'origine et les interrelations des protéines larvaires et imaginales chez Calliphora : une contribution à l'étude de l'action des gènes dans la métamorphose des insectes. Elle est également titulaire d'un bachelor en éducation (en) de l'Université de La Trobe.
Alors qu'elle était maître de conférences en biologie au Melbourne State College (en) dans les années 1970, Kinnear a écrit des programmes informatiques pour aider à enseigner la génétique par le biais de simulations d'élevage d'animaux. Pour approfondir sa compréhension des mathématiques sous-jacentes à ses programmes, elle a demandé le diplôme d'études supérieures en simulation informatique à l'Université technologique de Swinburne (en) et s'est d'abord vue refuser l'entrée jusqu'à ce qu'elle démontre son expérience mathématique antérieure. Elle a persuadé une amie et professeure de biologie Marjory Martin de se joindre à elle dans les cours, et les deux sont devenus les deux seules femmes de la classe. Elles ont ensuite écrit ensemble une série de manuels primés, la série Nature of Biology. Les programmes d'éducation de Kinnear pour la génétique incluent CATLAB, BIRDBREED et Heredity Dog.
Kinnear a été professeure de biologie à l'Université de Sydney, puis vice-chancelière adjointe, avant de partir en 2003 pour le district de Tasman dans l'île du sud de la Nouvelle-Zélande et y devenir à Massey la première femme vice-chancelière d'une université néo-zélandaise ,. En tant que vice-chancelier de l'Université Massey, les relations de Kinnear avec le conseil de l'université étaient parfois tendues. Elle a pris sa retraite en 2008 et est retournée en Australie,.
En 2017, Kinnear a été sélectionnée comme l'une des « 150 femmes en 150 mots » de la Royal Society Te Apārangi, célébrant les contributions des femmes au savoir en Nouvelle-Zélande.

## Publications
- Judith Kinnear, Marjory Martin, Nature of Biology (série de livres), Jacaranda Press.